# لاسال (مونتريال)
لاسال حي سكني يقع إدارياً ضمن مونتريال في كندا. وتبلغ مساحته 16.38 كم². يحده إدارياً فردان.

## أعلام
- ماكسيم بوشارد
- باتريك كوتيه
- غيليس غراتون
- لوك ويلسون
- أودري روسو

## وصلات خارجية
- الموقع الرسمي